# Diaspis coccois
Diaspis coccois är en insektsart som beskrevs av Lichtenstein 1882. Diaspis coccois ingår i släktet Diaspis och familjen pansarsköldlöss. Inga underarter finns listade i Catalogue of Life.